# Gmina Nędza
Gmina Nędza je vesnická gmina v okrese Ratiboř ve Slezském vojvodství na jihu Polska v Horním Slezsku. V letech 1975–1998 byla gmina součástí Katovického vojvodství. Sídlem gminy je vesnice Nędza. Žije v ní přibližně 6 700 obyvatel.

## Starostenství
Babice • Ciechowice • Górki Śląskie • Łęg • Szymocice • Zawada Książęca.

## Sousedící gminy
Gmina Nędza sousedí s gminami Kuźnia Raciborska, Lyski, Racibórz a Rudnik.

## Povrch
Podle statistických údajů se gmina Nędza rozkládá na ploše 57,14 km² z toho:
- obdělávaná půda 36,9 %
  - orná půda činí 25 %
  - louky a pastviny 11,9 %
- lesní půda činí 47,6 %
- nevyužitá (neplodná) půda 15,5 %

Západní část gminy se nachází v Ratibořské kotlině (polsky: Kotlina Raciborska) a východní část na Rybnické náhorní plošině (polsky: Płaskowyż Rybnicki). Největší řekou je Odra, která zároveň tvoří západní hranici gminy. Územím také protéká řeka Sumina, která tvoří přítok řeky Rudy.

## Přírodní rezervace
- Přírodní rezervace Łężczok
  - Dub Sobieského v Łężczoku

- Bezkolencová louka v Małe Nędze (Łąka trzęślicowa w Małej Nędzy)

- Park Krajobrazowy Cysterskie Kompozycje Krajobrazowe Rud Wielkich

## Galerie

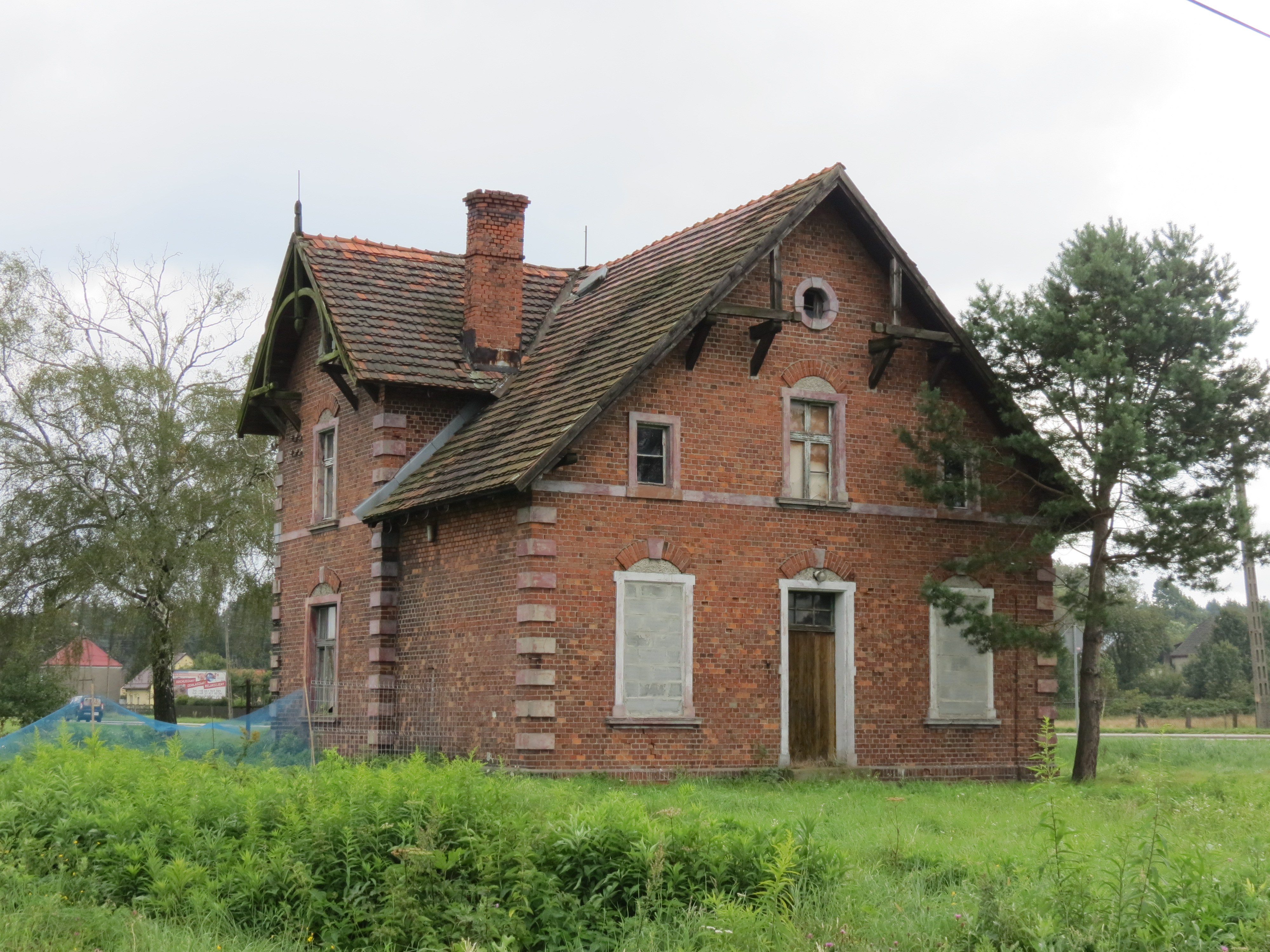
Domek v Nędze
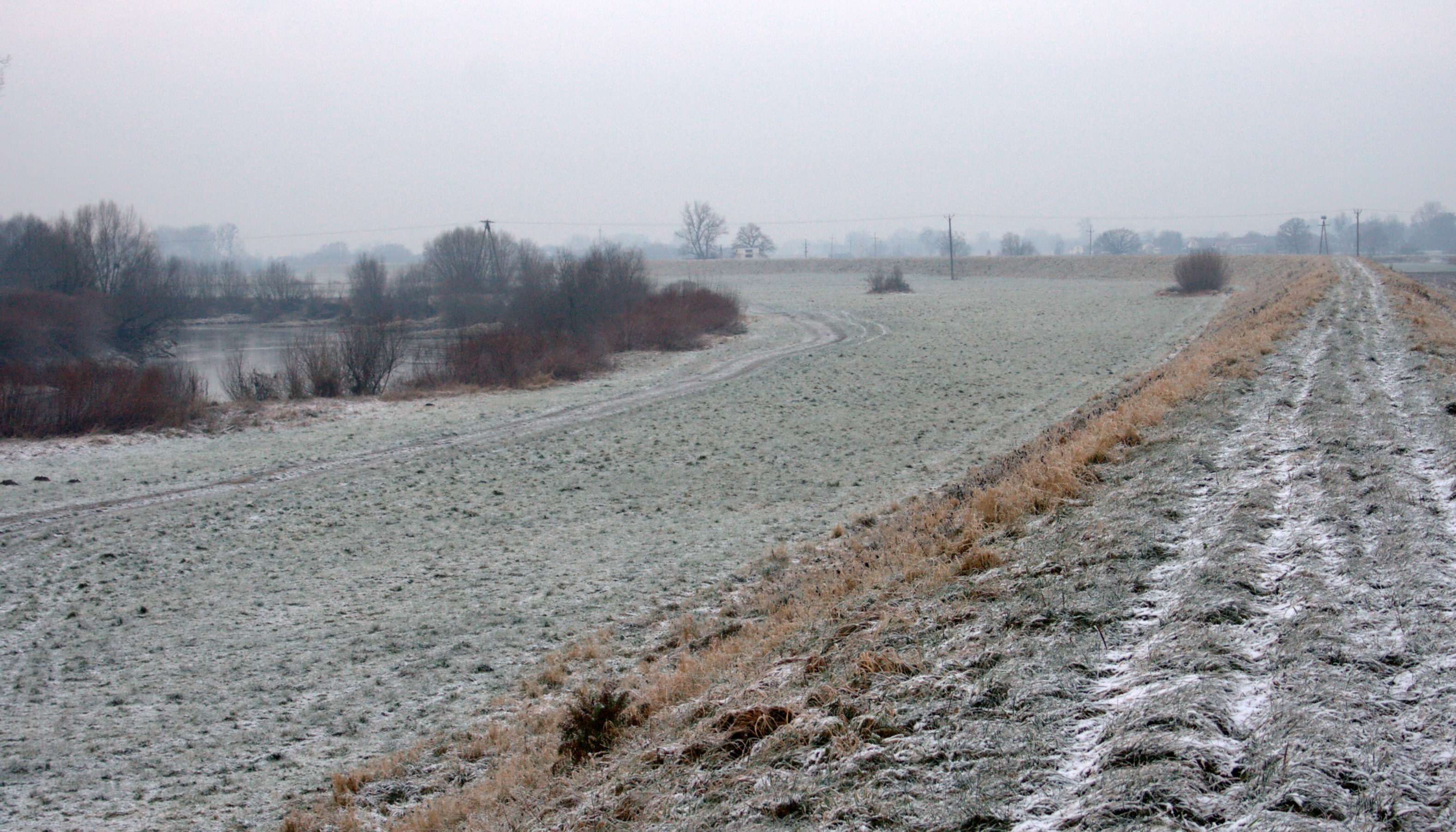
Val u Odry
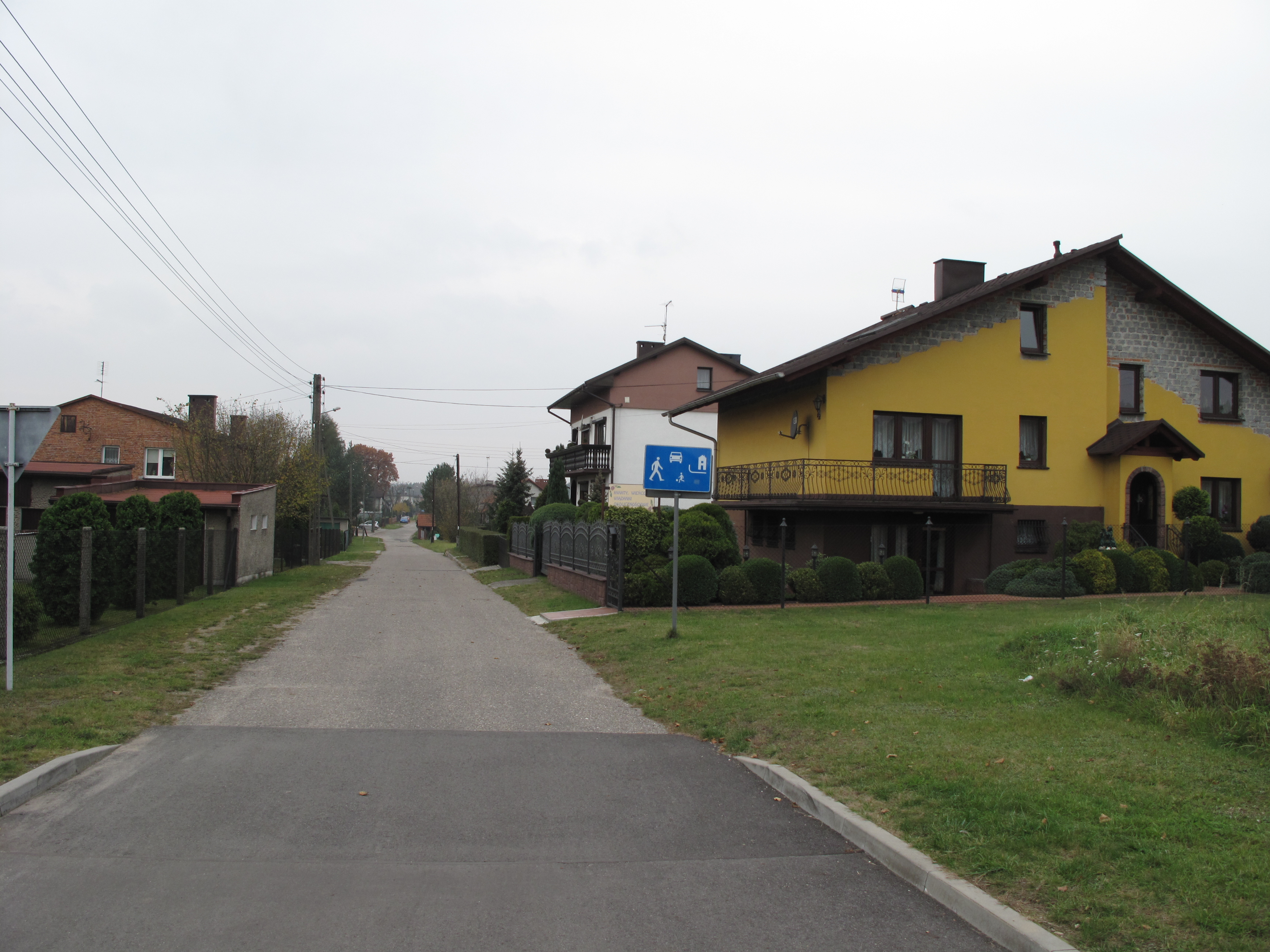
Železniční přejezd ve vesnici Górki Śląskie